# Raúl Tito
Raúl Tito (Lima, 5 de septiembre de 1997) es un futbolista peruano. Juega como mediocentro ofensivo y su equipo actual es ADA de Cajabamba que participa en la Copa Perú.

## Trayectoria
Raúl Tito Cano empezó a practicar fútbol a los 9 años en el Club Deportivo La Punta, bajo la dirección técnica de Germán Sánchez. Luego, en 2010, se incorporó a las divisiones menores del Sport Boys, donde fue dirigido por Víctor Hugo Clavijo, Rivelino Carassa y David Zuluaga.
En 2014, por sus buenas actuaciones en su categoría, la 1997, fue elegido como refuerzo para encarar la Segunda División. Firmó hasta el 31 de diciembre de ese año. Raúl, debutó el 11 de mayo de 2014, frente al Carlos A. Mannucci en Trujillo en un partido por la segunda división. El 30 de agosto de ese mismo año, anotó su primer gol al mismo equipo que se enfrentó en su debut, pero esa vez en el Callao. Desde su debut jugó dieciocho encuentros y anotó tres tantos. En el año 2015, se hizo oficial su fichaje por el club Cienciano, con el cual descendió. Anotó su primer gol con el cuadro cusqueño el 25 de enero frente al clásico rival, Deportivo Garcilaso.
En diciembre de 2015 fue fichado por Universitario de Deportes por 2 temporadas. En el 2016 hace una buena campaña luego de anotar 2 goles con Club Universitario de Deportes  siendo destacado por su rapidez. Luego de una buena campaña disputa 6 partidos en 2017 debido a la poca continuidad en agosto de 2017 fue cedido en préstamo a Real Garcilaso. En diciembre de ese mismo año fue fichado por Sport Rosario. para afrontar la temporada 2018 el cual los problemas económicos condenaron el descenso.
En 2019 fichó por el Cienciano para disputar la Liga 2 2019 siendo titular en todos los partidos que disputó y su primer gol con el club cusqueño fue en la victoria 3-0 contra Sport Victoria, por un mutuo acuerdo con la directiva del club se llegó a un acuerdo para dejar de pertenecer a la institución. Para el año 2020 fichó por el Edmonton de la Canadian Premier League. Fue prestado a Santos de la Liga 2 de Perú por todo ese año. Al año siguiente retornó al Edmonton donde se mantuvo hasta el mes de junio.

## Selección nacional
Ha sido internacional con la selección de fútbol sub-20 del Perú, con la cual disputó el Campeonato Sudamericano de Fútbol Sub-20 de 2017 realizado en Ecuador.

## Clubes y estadísticas
| Club                             | Temporada           | Liga | Liga | Copas Nacionales * | Copas Nacionales * | Copas Internacionales ** | Copas Internacionales ** | Total | Total |
| Club                             | Temporada           | PJ   | G    | PJ                 | G                  | PJ                       | G                        | PJ    | G     |
| -------------------------------- | ------------------- | ---- | ---- | ------------------ | ------------------ | ------------------------ | ------------------------ | ----- | ----- |
| Sport Boys · Perú                | 2014                | 18   | 3    | 0                  | 0                  | 0                        | 0                        | 18    | 3     |
| Sport Boys · Perú                | Total               | 18   | 3    | 0                  | 0                  | 0                        | 0                        | 18    | 3     |
| Cienciano · Perú                 | 2015                | 24   | 4    | 6                  | 0                  | 0                        | 0                        | 30    | 4     |
| Cienciano · Perú                 | Total               | 24   | 4    | 6                  | 0                  | 0                        | 0                        | 30    | 4     |
| Universitario de Deportes · Perú | 2016                | 16   | 2    | 0                  | 0                  | 0                        | 0                        | 16    | 2     |
| Universitario de Deportes · Perú | 2017                | 6    | 0    | 0                  | 0                  | 0                        | 0                        | 6     | 0     |
| Universitario de Deportes · Perú | Total               | 22   | 2    | 0                  | 0                  | 0                        | 0                        | 22    | 2     |
| Real Garcilaso · Perú            | 2017                | 8    | 1    | 0                  | 0                  | 0                        | 0                        | 8     | 1     |
| Real Garcilaso · Perú            | Total               | 8    | 1    | 0                  | 0                  | 0                        | 0                        | 8     | 1     |
| Sport Rosario · Perú             | 2018                | 32   | 3    | 0                  | 0                  | 2                        | 0                        | 34    | 3     |
| Sport Rosario · Perú             | Total               | 32   | 3    | 0                  | 0                  | 2                        | 0                        | 34    | 3     |
| Cienciano · Perú                 | 2019                | 10   | 1    | 0                  | 0                  | 0                        | 0                        | 10    | 1     |
| Cienciano · Perú                 | Total               | 10   | 1    | 0                  | 0                  | 0                        | 0                        | 10    | 1     |
| Santos F. C. · Perú              | 2020                | 8    | 1    | 0                  | 0                  | 0                        | 0                        | 8     | 1     |
| Santos F. C. · Perú              | Total               | 8    | 1    | 0                  | 0                  | 0                        | 0                        | 8     | 1     |
| Inkas FC · Perú                  | 2022                | 6    | 3    | 0                  | 0                  | 0                        | 0                        | 6     | 3     |
| Inkas FC · Perú                  | Total               | 6    | 3    | 0                  | 0                  | 0                        | 0                        | 6     | 3     |
| Deportivo Garcilaso · Perú       | 2022                | 9    | 8    | 14                 | 11                 | 0                        | 0                        | 23    | 19    |
| Deportivo Garcilaso · Perú       | Total               | 9    | 8    | 14                 | 11                 | 0                        | 0                        | 23    | 19    |
| Total en su carrera              | Total en su carrera | 137  | 26   | 19                 | 9                  | 2                        | 0                        | 158   | 35    |

- (*) Torneo del Inca y Copa Perú.
- (**) Copa Libertadores de América y Copa Sudamericana.

### Hat-tricks
| 1 | 7 de agosto de 2022 | Estadio Provincial de La Convención | Deportivo Cultural Manco II - Deportivo Garcilaso |  | 1 - 6 | Etapa departamental del Cusco 2022 |

## Palmarés

### Campeonatos Regionales
| Título                      | Club                | Departamento | Año  |
| --------------------------- | ------------------- | ------------ | ---- |
| Liga Departamental de Cuzco | Deportivo Garcilaso | Cusco        | 2022 |

### Torneos cortos
| Título          | Club                      | País | Año  |
| --------------- | ------------------------- | ---- | ---- |
| Torneo Apertura | Universitario de Deportes | Perú | 2016 |

### Títulos nacionales
| Título    | Club                | País | Año  |
| --------- | ------------------- | ---- | ---- |
| Copa Perú | Deportivo Garcilaso | Perú | 2022 |

### Distinciones individuales
| Distinción                                 | Año  |
| ------------------------------------------ | ---- |
| Goleador de la Copa Perú 2022 - (11 goles) | 2022 |